# Hans Jurgen Pohmann
Hans Jurgen Pohmann (n, 23 de mayo de 1947) es un jugador alemán de tenis. En su carrera conquistó 2 torneos ATP de individuales y 5 torneos ATP de dobles. Su mejor posición en el ranking de dobles fue el Nº30 en agosto de 1973. En 1973 llegó a cuarta ronda de Wimbledon. En 1974 llegó a cuartos de final de Roland Garros. 